# Mausolée de Khwâdja Abou Nasr Pârsâ

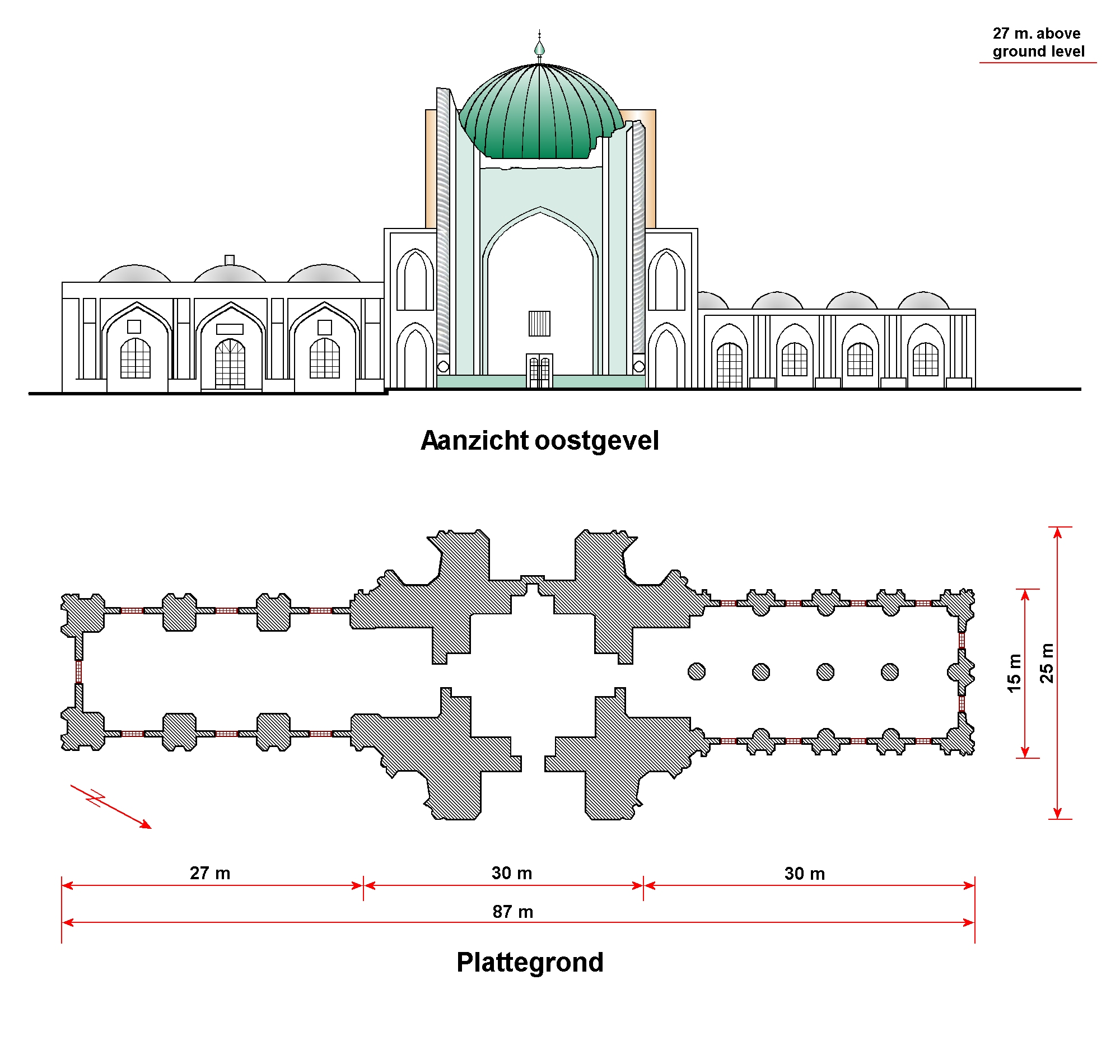
Esquisser Mosque Vert Balkh

Le mausolée de Khwâdja Abou Nasr Pârsâ également connu sous le nom de mosquée verte est un édifice dans la ville de Balkh. C'est un des rares vestiges de l'ensemble d'édifices d'époque timouride conservé au début du XXIe siècle.

## Histoire

### Histoire médiévale
Le mausolée a été construit sur un carrefour pour un cheikh soufi mort en 1460-1461, Khwâdja Abou Nasr Pârsâ, théologien à Hérat.
Des tombes ont été retrouvées devant l'entrée de l'édifice dont celle de Khwâdja Abou Nasr Pârsâ.

### Histoire contemporaine
Le mausolée fait l'objet de réparations.

L'édifice en 1975.

L'édifice est remarqué à la fin du XIXe siècle et photographié à la fin des années 1910 et en 1924 par Alfred Foucher.
L'édifice est dégagé des habitations l'entourant dans les années 1930 et un parc municipal est créé. La coupole, endommagée, est réparée avant la fin des années 1930. Le portail est endommagé vers 1939 en particulier ses parties supérieures et ses éléments de décoration.
La décoration du dôme est refaite de 1963 à 1966. Une aile présente sur chacun des côtés, peut-être une mosquée et une médersa, est alors détruite.
Le bâtiment est étudié par Galina Pougatchenkova. Une mission afghano-indienne restaure les décorations des façades en 1974-1975.
La guerre endommage une partie de la façade septentrionale du bâtiment. Une école religieuse est installée au milieu des années 1990. Une nouvelle restauration a lieu sur les décors en 2004.

## Architecture
L'édifice mesure 25,30 m sur 25,00 m et les angles coupés. Le double dôme est haut de 27,00 m. Une crypte souterraine cruciforme est présente de même que dans le mausolée de Goharshad.
L'entrée est orientée au sud-est et comporte un haut portail et des minarets circulaires qui ont perdu leurs parties hautes. Dans les angles coupés sont présentes des niches sur deux niveaux ainsi que des peintures florales datées de la fin du XIXe siècle.
La façade et le dôme sont ornés de décoration de céramiques, le portail comporte des motifs floraux de même que les colonnes torsadées entourant le portail. Les murs intérieurs sont décorées de mosaïques et de peintures refaites au XIXe siècle.
Les décors de céramiques sont installés « sur une grille de briques posées sur tranche », technique qui est tenue responsable des chutes de matériaux.